# Malik Shah II
Malik-Shah II (tiếng Ba Tư: ملک شاه دوم) hay Mu'izz ad-Din Malik Shah II là hoàng đế (Sultan) của nhà Seljuk ở Baghdad trong năm 1105. Ông là cháu nội của Malik Shah I và có lẽ là người đứng đầu hoàng tộc trên lý thuyết, mặc dù người họ hàng Ahmed Sanjar ở Khorasan có thể nắm giữ nhiều quyền lực hơn. Ông đã bị lật đổ và bị sát hại bởi người chú ruột Muhammed Tapar.